# Pierre Edmond Boissier
Pierre  Edmond Boissier (Ginevra, 25 maggio 1810 – Valeyres-sous-Rances, 25 settembre 1875) è stato un botanico svizzero.

## Biografia
Edmond Boissier era figlio di Jacques Boissier (1784-1857) e di  Lucile Butini (1786-1836). Sua madre era figlia di Pierre Butini (1759-1838) celebre medico, psichiatra e naturalista ginevrino. Con la sorella  Valérie Boissier (1813-1894), ricevette una educazione severa dal precettore M. Valette. Le lezioni e le discussioni si fondavano prettamente ogni giorno sullo studio del latino e dell'italiano.
L'interesse di Edmond Boissier per le scienze naturali, e la botanica in particolare, si svilupparono sotto l'influenza della madre e del nonno  Pierre Butini  durante le vacanze della famiglia a Valeyres presso Orbe nel cantone di Vaud.
Durante questi soggiorni Edmond s'inizia a la raccolta botanica e alla conoscenza delle specie. Difatti ottenne il consenso dal padre di visitare la montagna del Gran San Bernardo  che s'innalza tra la Svizzera e l'Italia. Accompagnato da un giardiniere di fiducia intraprese a piedi la sua escursione. Una volta arrivato al colle proseguì invece in direzione del Moncenisio in Italia fino a raggiungere la città di Torino. 

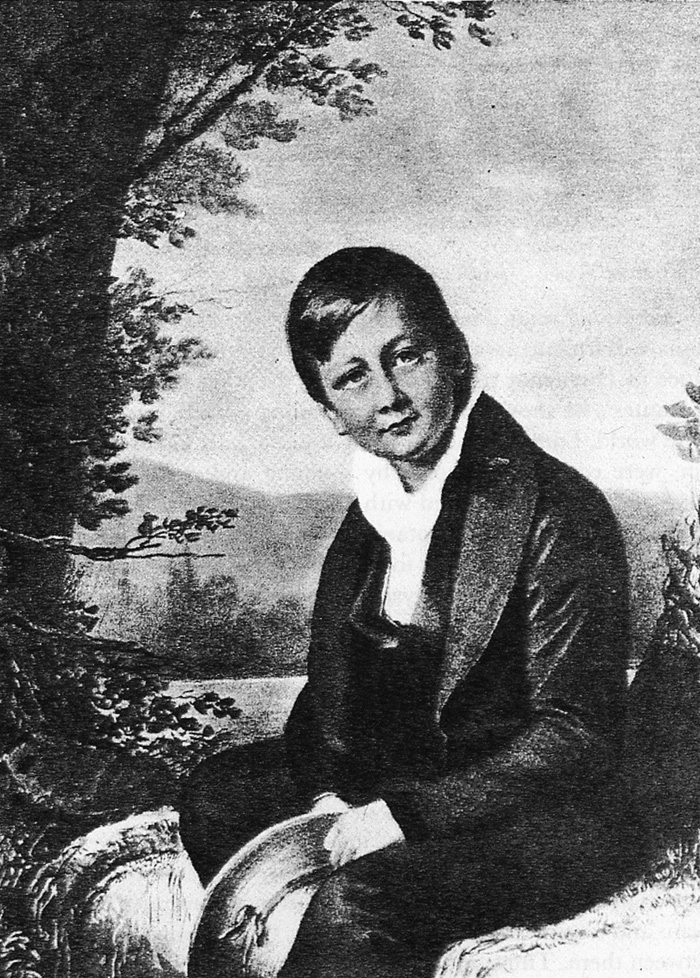
Boissier a 12 anni d'età (1822)

Edmond Boissier seguì i suoi studi presso l'Università di Ginevra perfezionandosi in lettere e in scienze naturali con il corso di botanica tenuto dal celebre Augustin Pyrame de Candolle.
Un soggiorno a Parigi durante l'inverno 1831-1832 lo mise in relazione con i più famosi botanici francesi.  È probabilmente in questa occasione che incontrò Philip Barker Webb con il quale esplorò e erborizzò in Spagna alle isole Canarie. Viaggio che  più tardi replicò da solo.
Nel 1833  soggiornò sei mesi in Italia con sua madre e la sorella, egli consacrò il suo tempo alla raccolta e alla classificazione botanica e alla conchiliologia. Ritornato a Ginevra nel 1834 apprese lo spagnolo e si documentò sul nuovo progetto di viaggio. Incoraggiato e consigliato da  Augustin Pyrame de Candolle,  suo professore di botanica, partì da solo per la Spagna nel 1836 ma rientrò prematuramente a Ginevra per l'improvvisa morte della madre.
In un terzo viaggio in Italia effettuato nel 1856 raccolse sul monte Tombea a Magasa le piante di Saxifraga tombeanensis che comunicò allo specialista di Saxifraga Adolf Engler. Quest'ultimo pubblicò questa specie nel 1859 con il nome di Saxifraga tombeanensis, la «sassifraga del monte Tombea», anche se in realtà il primo esemplare noto ai botanici fu raccolto proprio sul monte Tombea dal botanico tedesco  Friedrich Leybold nel 1853.
Boissier collezionò attivamente in tutta Europa, Nord Africa e nell'Asia occidentale, in questa occasione accompagnato dalla moglie, Caroline Barbey-Boissier (1847-1918) e dal cognato William Barbey (1842-1914). Boissier viaggiò in Francia, Grecia, Italia, Norvegia, Portogallo, Spagna (isole Baleari), Svizzera, Algeria, Egitto, Libia, Armenia, Israele, Giordania, Libano, Siria e Turchia.

## Opere
- Elenchus plantarum novarum... in itinere hispanico legit, 1838
- Con  Georges François Reuter (1805-1872), Diagnoses plantarum novarum hispanicum, 1842
- Voyage botanique dans le midi de l'Espagne..., 1839-1845
- Con  Georges François Reuter, Pugillus plantarum novarum Africae borealis Hispaniaeque australis, 1852
- Diagnoses plantarum orientalium novarum, 1842-1859
- Con Friedrich Alexander Buhse (1821-1898), Aufzählung der auf einer Reise durch Transkaukasien und Persien gesammelten Pflanzen, 1860
- Icones Euphorbiarum, 1866
- Flora orientalis, 1867-1884